# Vadný pixel
Vadný pixel je pixel na LCD displeji, který nefunguje správně. Příčinou může být např. poškození, nebo vada při výrobě. Standard ISO 9241 definuje 4 třídy (0–3), do kterých mohou zařízení zapadat, podle počtu a typu vadných pixelů.

## Příčiny vady
Nejběžnějším důvodem výskytu této závady je poškození nebo selhání dodávání energie jednotlivým subpixelům, např. selháním tranzistorů zodpovědných za jejich napájení. Protože pixely potřebují energii, aby měnily barvu, proto případě, že nejsou napájeny, nejsou schopny měnit barvu a reagovat na změny obrazu na displeji.

## Typy vad

### „Mrtvý“ pixel

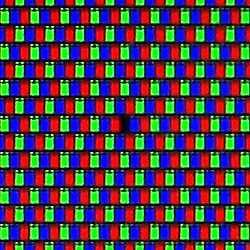
Přiblížený obrázek LCD monitoru s vadným pixelem. Zelený subpixel v centru obrázku nesvítí, je černý.

Mrtvý pixel (dead pixel) nebo černý pixel je pixel, který nesvítí. Toto je nejčastěji způsobeno poruchou tranzistoru vedoucí k selhání dodání energie a tím pádem k neschopnosti pixelu se rozsvítit. může být ovlivněn pouze jeden subpixel nebo více. Více poškozených subpixelů vede k větším viditelným vadám. Tento typ závady lze nejjednodušeji rozpoznat na bílem pozadí.

### Zaseknutý pixel
Zaseknutý pixel (stuck pixel) je případ, kdy jeden nebo více subpixelů trvale svítí. Toto vede k tomu že na displeji je trvale vidět pixel nebo několik pixelů neměnící se barvy. Nereaguje na změnu barvy, zůstává v jedné barvě, ať už se na obrazovce zobrazuje cokoli. Na rozdíl od mrtvého pixelu, zaseknutý pixel lze v některých případech opravit bez asistence profesionálů nebo potřeby specializovaných nástrojů.

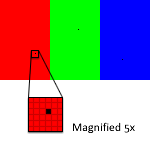
digitální reprezentace mrtvého pixelu

Základní rozdíl od mrtvého pixelu je v tom, že subpixelu je energie dodávána trvale (trvale svítí jednou barvou), na rozdíl od pixelu mrtvého, kterému se energie nedodává a tím pádem nesvítí vůbec.

## Jiné vady

### Méně jasný pixel
Méně jasný pixel na LCD displeji zobrazuje barvu, ale vypadá jako by byl o něco tmavší než okolní pixely. Tyto pixely mohou být způsobeny nevyrovnaným osvětlením displeje, takže se nemusí nutně jednat o vadu konkrétního pixelu ale o vadu v osvětlení displeje.

### Hot pixel
Hot pixel je pixel, který se zobrazuje příliš jasně a zůstává přibližně 10krát jasnější než okolní pixely, ať už se na obrazovce zobrazuje cokoli.

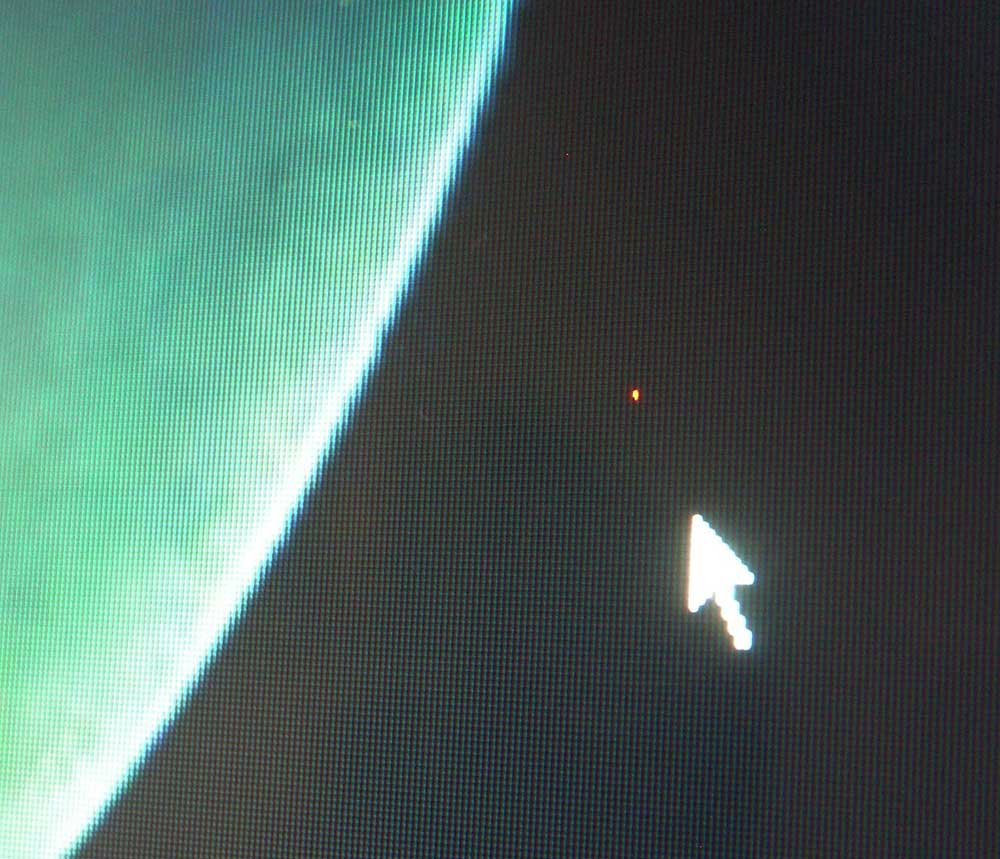
Příklad zaseknutého pixelu. Trvale svítí a zobrazuje jinou barvu než by měl.

## Třídy ISO 9241
Při nákupu zařízení s displeji se lze setkat s informací o „třídě“ displeje. Jedná se o zařazení do tříd kvality podle standardu ISO 9241.

### Třída 0
Displeje třídy 0 nemohou mít žádné vady.

### Třída 1
Displeje třídy 1 mohou mít maximálně:
- 1 trvale bílý pixel
- 1 trvale černý pixel
- 3 až 5 trvale černých nebo trvale bílých subpixelů – V tomto případě záleží na počtu typu závady. např. situace, ve které má displej 3 trvale bíle subpixely a 2 trvale tmavé subpixely je v pořádku, ovšem kdyby měl displej 4 trvale bíle subpixely a 1 trvale tmavý subpixel, už by do třídy 1 nespadal.

### Třída 2
Displeje třídy 2 mohou mít maximálně:
- 2 trvale bílé pixely
- 2 trvale černé pixely
- 5 až 10 trvale černých nebo trvale bílých subpixelů (stejný princip jako u třídy jedna, takže displej do této třídy nebude zapadat pokud má např. více než 5 trvale bílých subpixelů)

### Třída 3
Displeje třídy 3 mohou mít maximálně:
- 5 trvale bílých pixelů
- 15 trvale černých pixelů
- 50 trvale černých nebo trvale bílých subpixelů